# Crise política de 2008-2009 na Tailândia

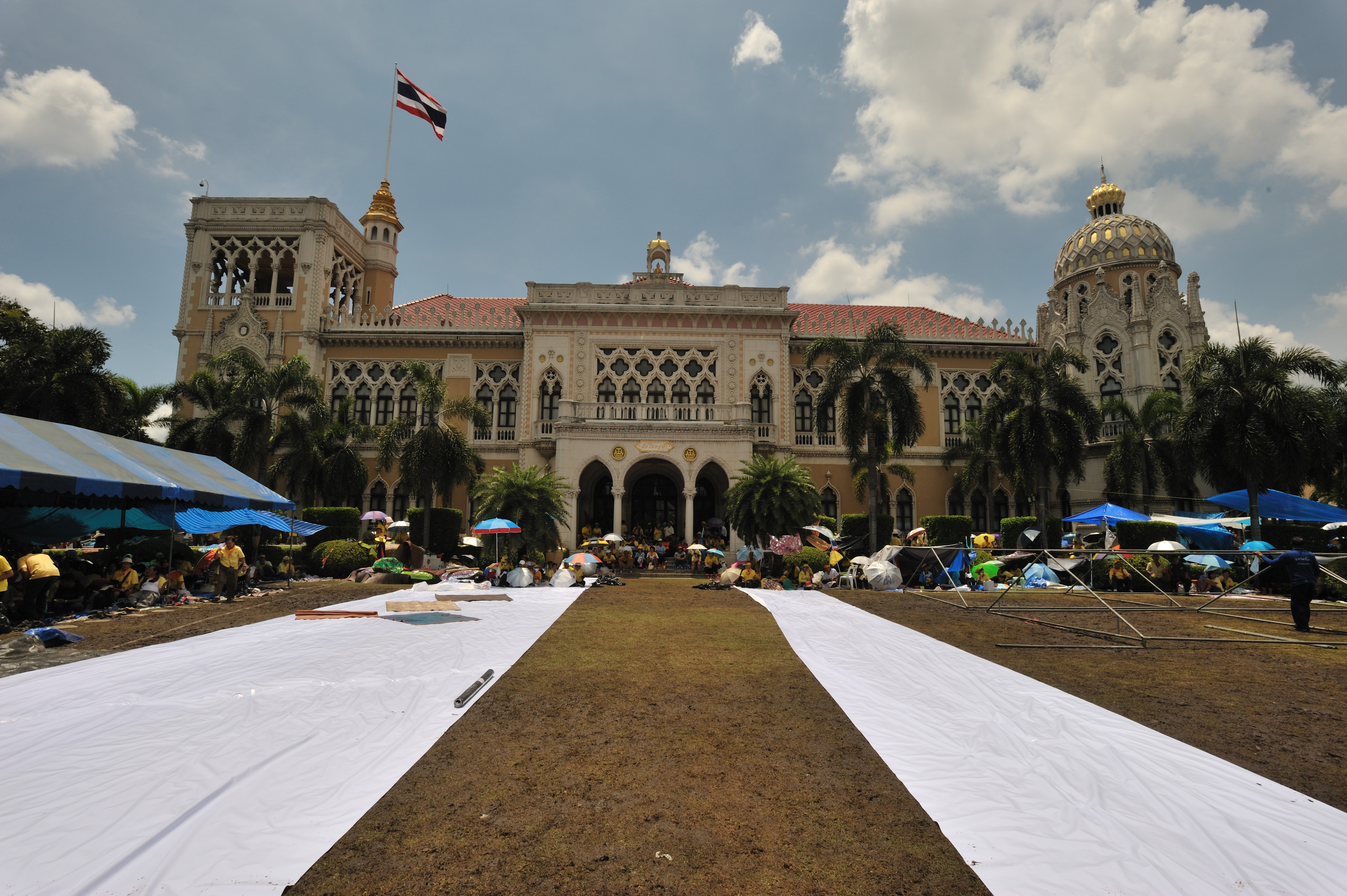
Protesto de ocupação da Casa do Governo

A crise política de 2008 na Tailândia é uma batalha entra a Aliança Popular para a Democracia, contra o governo eleito de Samak Sundaravej, e o Partido do Poder do Povo.

## Aeroportos
Protestos antigovernamentais ocuparam os principais aeroportos de Bangkok no dia 27 de novembro, obrigando o cancelamento de vários vôos e deixando 350.000 pessoas no chão, sendo este o último desenvolvimento de uma campanha de rua contra o governo tailandês que já dura seis meses.

## Somchai Wongsawat
Uma decisão judicial que forçou o afastamento do primeiro-ministro tailandês, Somchai Wongsawat, acalmou o protesto da oposição, embora, não traga soluções para a profunda divisão entre a classe média urbana - monárquica e inimiga do ex-homem forte Thaksin Shinawatra, e os camponeses que o idolatram.

## Protestos
Em abril de 2009, após dias de protestos e confrontos entre populares, integrantes da Aliança Popular para a Democracia e a polícia, o governo tailandês decretou estado de emergência em Bangcoc e áreas vizinhas à capital.